# Fidelis von Stotzingen

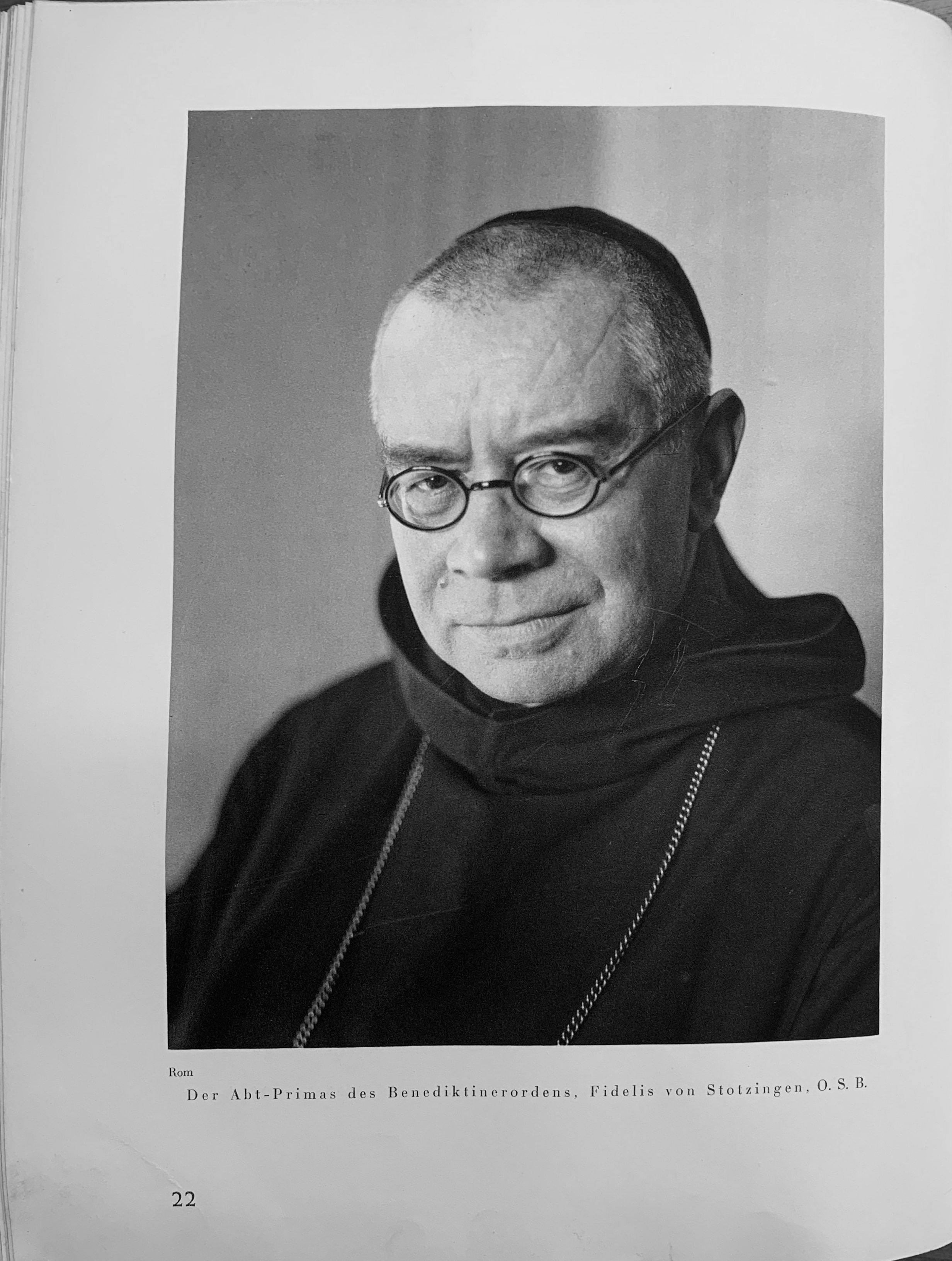
Abtprimas Fidelis von Stotzingen OSB (1930)

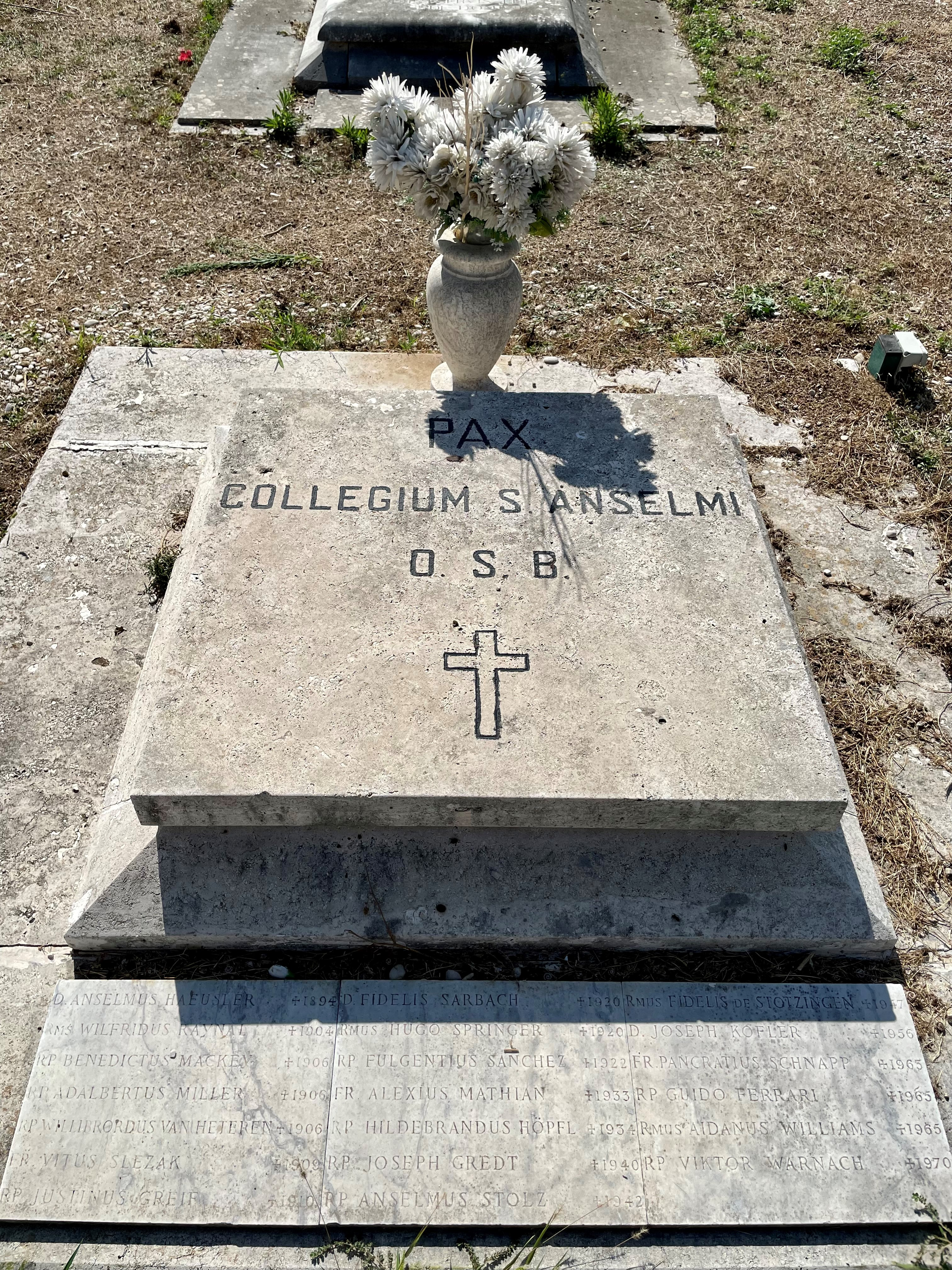
Grabstätte von Fidelis von Stotzingen auf dem Campo Verano

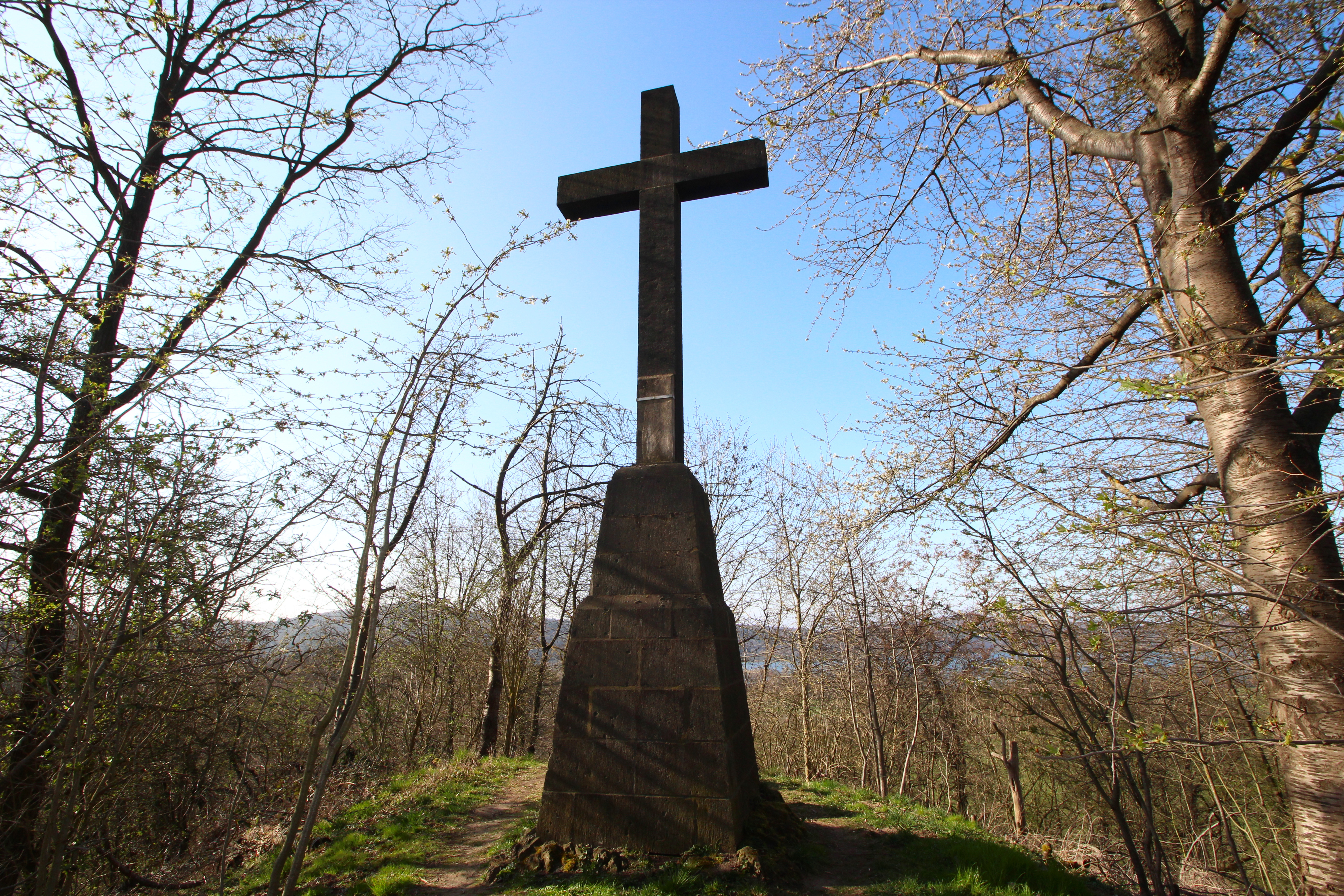
Das 1906 von Fidelis von Stotzingen errichtete Hochkreuz bei Maria Laach, im Hintergrund der Laacher See

Fidelis Franz Wilhelm Freiherr von Stotzingen OSB (* 1. Mai 1871 Steißlingen; † 9. Januar 1947 in Rom) war ein deutscher römisch-katholischer Geistlicher und Benediktiner. Er war von 1901 bis 1913 Abt des Klosters Maria Laach und von 1913 bis 1947 Abtprimas der Benediktinischen Konföderation.

## Leben
Fidelis Franz Wilhelm Freiherr von Stotzingen wurde als Sohn von Roderich von Stotzingen geboren. Seine Mutter Karoline war eine geborene Gräfin von Rechberg und Rothenlöwen. Das Paar hatte sieben Kinder, vier Söhne und drei Töchter. Fidelis’ älterer Bruder Albrecht von Stotzingen war großherzoglich badischer Kammerherr und seit dem Tod des Vaters, 1893, Mitglied der Ersten Kammer der Badischen Ständeversammlung.
Stotzingen wurde 1890 Novize in der Benediktiner-Erzabtei Beuron, wo er am 25. Januar 1892 die Profess ablegte. Noch im gleichen Jahr schickte man Frater Fidelis zum Studium der Theologie und Philosophie nach Rom, wo er bereits am 29. September 1897 die Priesterweihe empfing und 1898 zum Doktor in beiden Studienfächern promoviert wurde. 1899 kehrte Stotzingen zunächst in sein Professkloster nach Beuron zurück.
Am 31. Oktober 1901 wurde Pater Fidelis zum Abt von Maria Laach gewählt. Die Abtsweihe erfolgte am 11. November 1901 durch den Bischof von Trier Michael Felix Korum. Sein Wahlspruch lautete: Sursum (lat. – Empor). Am 13. Mai 1913 wurde Stotzingen zum Koadjutor des erkrankten Abtprimas Hildebrand de Hemptinne gewählt. Nach dessen Tod wurde Stotzingen am 13. August 1913 als zweiter Abtprimas der Benediktinischen Konföderation installiert. Dieses Amt übte er bis zu seinem Tod 1947 aus. Sein Nachfolger als Abtprimas wurde Bernard Kälin.
Fidelis von Stotzingen starb am 9. Januar 1947 im Alter von 75 Jahren in St. Anselmo auf dem Aventin an den Folgen mehrerer Schlaganfälle. Er wurde auf dem Campo Verano in Rom bestattet.